# Lionel Lindon
Lionel Lindon, A.S.C., né le 2 septembre 1905 à San Francisco (Californie, États-Unis) et mort le 20 septembre 1971 à Los Angeles — Quartier de Van Nuys (Californie, États-Unis), est un directeur de la photographie américain.

## Biographie
Lionel Lindon débute comme chef opérateur en 1943 et contribue à ce titre à soixante-dix films américains (dont des westerns), les trois derniers sortis en 1969. Parmi les réalisateurs avec lesquels il collabore, citons John Frankenheimer (ex. : Un crime dans la tête en 1962, avec Frank Sinatra, Laurence Harvey), Edward Ludwig (ex. : Le Trésor des Caraïbes en 1952, avec Arlene Dahl, John Payne), George Marshall (ex. : Le Dahlia bleu en 1946, avec Alan Ladd, Veronica Lake) et Irving Pichel (ex. : A Medal for Benny en 1945, avec Dorothy Lamour et Arturo de Córdova), entre autres.
Il obtient deux nominations à l'Oscar de la meilleure photographie, dont un gagné (voir la rubrique "Nominations et récompense" ci-dessous).
Durant sa carrière, Lionel Lindon est également très actif à la télévision, où il officie comme directeur de la photographie entre 1953 et 1971 (année de sa mort), sur trente-neuf séries (ex. : Alfred Hitchcock présente, L'Homme de fer, Laramie) et huit téléfilms, dont un documentaire — voir la filmographie sélective qui suit —.  

## Filmographie partielle

### Au cinéma
- 1943 : En vadrouille (Let's Face It) de Sidney Lanfield
- 1944 : La Route semée d'étoiles (Going my Way) de Leo McCarey
- 1945 : Mascarade à Mexico (Masquerade in Mexico) de Mitchell Leisen
- 1945 : Duffy's Tavern d'Hal Walker
- 1945 : A Medal for Benny d'Irving Pichel
- 1946 : Le Dahlia bleu (The Blue Dahlia) de George Marshall
- 1946 : En route vers l'Alaska (Road to Utopia) d'Hal Walker
- 1946 : Les Héros dans l'ombre (O.S.S) d'Irving Pichel
- 1946 : Le Joyeux Barbier (Monsieur Beaucaire) de George Marshall
- 1947 : La Brune de mes rêves (My Favorite Brunette) d'Elliott Nugent
- 1947 : Hollywood en folie (Variety Girl) de George Marshall
- 1948 : Deux Sacrées Canailles (The Sainted Sisters) de William D. Russell
- 1948 : Le Sang de la terre (Tap Roots) de George Marshall
- 1948 : Les Filles du major (Isn't It Romantic?) de Norman Z. McLeod
- 1949 : Un pacte avec le diable (Alias Nick Beal) de John Farrow
- 1949 : Quand viendra l'aurore (Top o' the Morning)
- 1950 : Femmes préhistoriques (Prehistoric Women) de Gregg Tallas
- 1950 : Destination... Lune ! (Destination Moon) d'Irving Pichel
- 1950 : Sables mouvants (Quicksand) d'Irving Pichel
- 1951 : Fort Invincible (Only the Valiant) de Gordon Douglas
- 1951 : Duel sous la mer (Submarine Command) de John Farrow
- 1951 : Le Rocher du diable (Drums in the Deep South) de William Cameron Menzies
- 1952 : Le Cran d'arrêt (The Turning Point) de William Dieterle
- 1952 : Le Trésor des Caraïbes (Caribbean) d'Edward Ludwig
- 1953 : Sous les tropiques (Tropic Zone) de Lewis R. Foster
- 1953 : La Ville sous le joug ou La Révolte des maudits (The Vanquished) d'Edward Ludwig
- 1954 : Le Secret des Incas (The Secret of the Incas) de Jerry Hopper
- 1954 : La Grande Nuit de Casanova (Casanova's Big Night) de Norman Z. McLeod
- 1954 : L'Appel de l'or (Jivaro) d'Edward Ludwig
- 1955 : Une femme extraordinaire (Lucy Gallant) de Robert Parrish
- 1955 : Les Îles de l'enfer (Hell's Island) de Phil Karlson
- 1955 : La Conquête de l'espace (Conquest of the Space) de Byron Haskin
- 1956 : Le Tour du monde en quatre-jours (Around the World in 80 Days) de Michael Anderson
- 1956 : Énigme policière (The Scarlet Hour) de Michael Curtiz
- 1957 : Jicop le proscrit (The Lonely Man) d'Henry Levin
- 1957 : Le Grand Coup (The Big Caper) de Robert Stevens
- 1957 : Le Scorpion noir (The Black Scorpion) d'Edward Ludwig
- 1958 : Je veux vivre ! (I want to live !) de Robert Wise
- 1959 : Ne tirez pas sur le bandit (Alias Jesse James) de Norman Z. McLeod
- 1961 : Le Temps du châtiment (The Young Savages) de John Frankenheimer
- 1961 : La Ballade des sans-espoir (Too Late Blues) de John Cassavetes
- 1962 : L'Ange de la violence (All Fall Down) de John Frankenheimer
- 1962 : Un crime dans la tête (The Manchurian Candidate) de John Frankenheimer
- 1966 : Le Dortoir des anges (The Trouble with Angels) d'Ida Lupino
- 1966 : Quel numéro ce faux numéro ! (Boy, Did I get a Wrong Number !) de George Marshall
- 1966 : Grand Prix (titre original) de John Frankenheimer
- 1966 : Un truand (Dead Heat on a Merry-Go-Round) de Bernard Girard
- 1969 : L'Extraordinaire Homme des mers (The Extraordinary Seaman) de John Frankenheimer
- 1969 : Pendulum de George Schaefer

### À la télévision

#### Séries
- 1957-1960 : Alfred Hitchcock présente (Alfred Hitchcock presents), Saisons 2 à 5, trente-deux épisodes
- 1959-1960 : Laramie, Saison 1, épisode 6 The Lawbreaders de Lesley Selander
- 1960-1962 : Échec et mat (Checkmate), Saisons 1 et 2, quatorze épisodes
- 1962-1964 : Le Virginien (The Virginian), Saisons 1 et 2, douze épisodes
- 1962-1965 : Sur le pont, la marine ! (McHale's Navy), Saisons 1 à 3, trente-et-un épisodes
- 1963 : Suspicion (The Alfred Hitchcock Hour), Saisons 1 et 2, cinq épisodes
- 1964 : La Grande Caravane (Wagon Train), Saison 7, trois épisodes
- 1964-1965 : Les Monstres (The Munsters), Saison 1, sept épisodes
- 1965 : Match contre la vie (Run for Your Life), Saison 1, deux épisodes
- 1967-1968 : L'Homme de fer (Ironside), Saison 1, treize épisodes
- 1971 : Columbo, premier épisode pilote Rançon pour un homme mort (Ransom for a Dead Man)

#### Téléfilms
- 1964 : See How They Run de David Lowell Rich
- 1967 : Il était une fois deux salopards (The Meanest Men in the West) de Charles S. Dubin et Samuel Fuller
- 1970 : The Movie Murderer de Boris Sagal
- 1970 : Ritual of Evil de Robert Day
- 1971 : Prenez mon nom, ma femme, mon héritage (Do you take this Stranger ?) de Richard T. Heffron
- 1971 : Vanished de Buzz Kulik

## Nominations et récompense
- Oscar de la meilleure photographie :
  - En 1957, catégorie couleur, pour Le Tour du monde en quatre-vingts jours (gagné) ;
  - Et en 1959, catégorie noir et blanc, pour Je veux vivre ! (nomination).